# HMS Exeter (68)
HMS Exeter byl těžký křižník Royal Navy z období druhé světové války. Jednalo se o druhou a poslední postavenou jednotku třídy York, která byla sama zmenšenou a upravenou verzí těžkých křižníků třídy Dorsetshire. U lodi byla časem zesilována výzbroj menších ráží. Jednohlavňové 102mm kanóny nahradily dvouhlavňové a protiletadlová výzbroj byla do roku 1942 zesílena na 16 kusů 40mm kanónů.
Po vypuknutí války s Německem se Exeter, doprovázený lehkými křižníky HMS Ajax a HMNZS Achilles, podílel na pronásledování německé "kapesní bitevní lodi" Admiral Graf Spee. Britský svaz se s ní střetl v bitvě u ústí Rio de La Plata. V nerovném souboji byl Exeter těžce poškozen (například byly vyřazeny všechny tři hlavní dělové věže) a byl déle než rok opravován. Poškození lodi Admiral Graf Spee však znesnadnilo možnosti jejího úniku před stahující se smyčkou spojeneckých válečných lodí a proto ji kapitán později raději sám potopil.

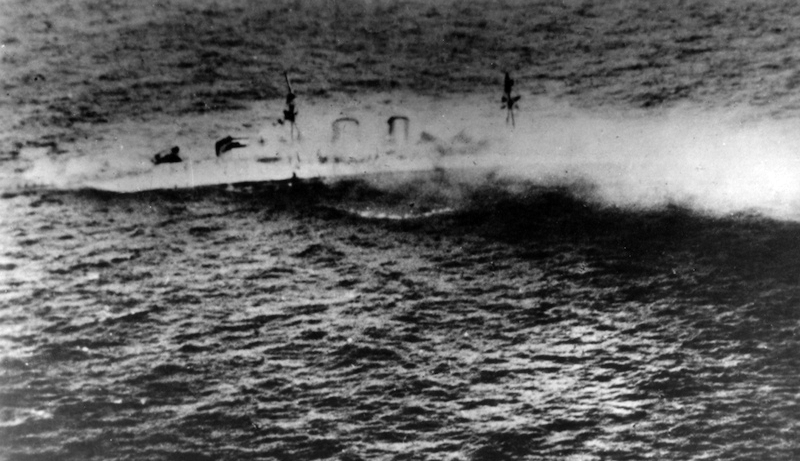
Potápějící se Exeter

Nedlouho poté, co byl Exeter opraven, byl převelen na Dálný východ. Po vstupu Japonska do války se Exeter stal součástí nově vzniklých sil ABDACOM, které se snažily zajistit obranu Nizozemské východní Indie proti japonské invazi.
Hladinové lodě japonského císařského námořnictva Exeter potopily krátce po bitvě v Jávském moři. Křižník byl nejprve 27. února 1942 v bitvě poškozen, když se pak pokusil uniknout z oblasti, byl 1. března 1942 v bitvě u Baweanu potopen japonským svazem složeným z těžkých křižníků Nači, Haguro, Mjókó, Ašigara a šesti torpédoborců. Britský torpédoborec HMS Encounter a americký torpédoborec třídy třídy Clemson USS Pope, doprovázející Exeter na poslední plavbě, byly také potopeny.

## Vrak
Vrak objevil americko–australský tým v roce 2007 v hloubce přibližně 200 stop (~ 61 m) 90 mil (~ 145 km) severně od ostrova Bawean.
V listopadu 2016 informoval The Guardian, že vrak zmizel a zůstala po něm pouze prohlubeň v mořském dně. Pravděpodobně jej nelegálně rozebrali sběrači kovů.